# Furdustrandir

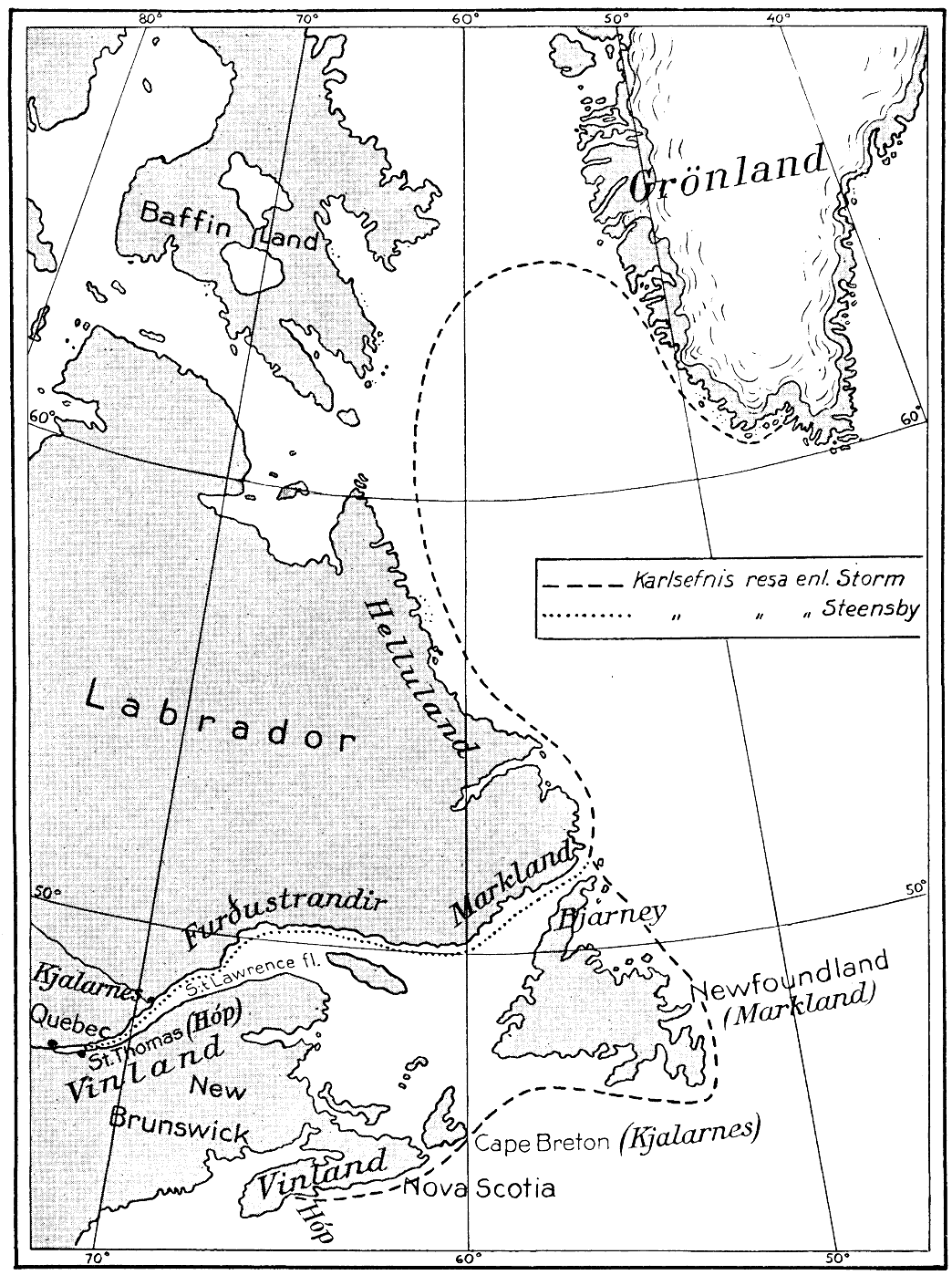
Hypothetische Karte von Vinland, Markland und Helluland, in der die Furðustrandir verzeichnet sind. (Nordisk familjebok, 1921)

Furðustrandir („Wunderstrände“) ist ein Abschnitt der Nordostküste Nordamerikas, der um das Jahr 1000 n. Chr. von einer grönländisch-isländischen Expedition auf der Suche nach Vinland betreten worden sein soll. Nach den Angaben in der Eiríks saga rauða erhielt der Küstenabschnitt diesen Namen, weil den nordischen Entdeckern derartig lange Sandstrände aus Grönland oder Island nicht bekannt waren. Es ist unklar, ob es sich bei den Furðustrandir um das Nordufer des Sankt-Lorenz-Stroms oder um einen Teil von Markland („Waldland“) handelte.
Nachdem die Gruppe um Thorfinn Karlsefni Markland gesichtet und eine südöstlich vorgelagerte Insel (Bjarney, „Bäreninsel“) passiert hatte, heißt es über ihre Weiterfahrt in der Eiríks saga rauða: 
„Þaðan sigldu þeir suðr með landinu langa stund ok kómu at nesi einu; lá landit á stjórn; váru þar strandir langar ok sandar. Þeir reru til lands ok fundu þar á nesinu kjǫl af skipi ok kǫlluðu þar Kjalarnes. Þeir kǫlluðu ok strandirnar Furðustrandir, því at langt var með at sigla. Þá gerðisk landit vágskorit. Þeir heldu skipunum í einn vág.“
„Danach segelten sie lange an der Küste entlang nach Süden und kamen zu einem Kap. Das Land lag an der Steuerbordseite und hatte lange Küstenstreifen und Sandflächen. Sie ruderten ans Ufer, entdeckten auf dem Kap einen Schiffskiel und nannten die Stelle Kjalarnes, Kielkap. Die Strände nannten sie Furðustrandir, Wunderstrände, weil man an ihnen so weit entlangsegelte. Dann wurde das Land von vielen Buchten eingeschnitten, und in eine von ihnen segelten sie mit ihren Schiffen hinein.“